# Șoseaua Giurgiului
Șoseaua Giurgiului este o arteră intens circulată din sudul Bucureștiului ce duce spre orașul Giurgiu. Străbate prin mijloc cartierul Giurgiului.